# Modrá mešita (Tabríz)
Modrá mešita (ázerbájdžánsky گؤی مسجید / Göy məscid, persky مسجد کبود) je mešita v Tabrízu, v Íránu. Byla postavena v roce 1465, na pokyn Džáhán Šáha. V roce 1779 ji značně poškodilo zemětřesení. Rekonstrukce započala v roce 1973 a stále úplně neskončila.